# Balkumari
Balkumari (nep. बालकुमारी) – gaun wikas samiti w środkowej części Nepalu w strefie Bagmati w dystrykcie Nuwakot. Według nepalskiego spisu powszechnego z 2001 roku liczył on 486 gospodarstw domowych i 2445 mieszkańców (1229 kobiet i 1216 mężczyzn).